# Стеван Марић
Стеван Марић (Београд, 1970) српски је филмски и ТВ монтажер. Урадио је монтажу десетине филмова, серија, музичких спотова и реклама. Дипломирао је на ФДУ (Филмска и ТВ монтажа).
Сарађивао је са Милошем Радовићем, Дарком Бајићем, Миком Алексићем, а последњих десетак година највише са Радошем Бајићем на његовим пројектима (Село гори, Равна Гора, Лед, Пси лају).
Био је у вези са познатом глумицом Јеленом Гавриловић. Предавач је филмске монтаже на престижном британском колеџу за филмску продукцију (Институт САЕ).

## Филмографија
| Год.         | Назив                           | Улога |
| ------------ | ------------------------------- | ----- |
| 1990-е       |                                 |       |
| 1995.        | Пакет аранжман                  |       |
| 1997.        | Балканска правила               |       |
| 1999.        | Пропутовање                     |       |
| 2000-е       |                                 |       |
| 2000.        | Рат уживо                       |       |
| 2001.        | Апсолутних сто                  |       |
| 2003.        | Скоро сасвим обична прича       |       |
| 2003.        | Мали свет                       |       |
| 2004.        | Јелена                          |       |
| 2006.        | Ствар срца                      |       |
| 2008.        | Гледај ме                       |       |
| 2009.        | Село гори... и тако             |       |
| 2010-е       |                                 |       |
| 2012.        | Лед (филм)                      |       |
| 2012.        | Жене са Дедиња                  |       |
| 2013.        | Равна Гора                      |       |
| 2015.        | За краља и отаџбину             |       |
| 2016.        | Браћа по бабине линије          |       |
| 2008-2017.   | Село гори а баба се чешља       |       |
| 2017 - 2019. | Пси лају, ветар носи            |       |
| 2017-2019.   | Шифра Деспот                    |       |
| 2019.        | Пет (ТВ серија)                 |       |
| 2019.        | Жигосани у рекету               |       |
| 2019.        | Четири руже                     |       |
| 2019.        | Преживети Београд               |       |
| 2020-е       |                                 |       |
| 2017-2020.   | Српски јунаци средњег века      |       |
| 2021.        | Jeдини излаз (филм)             |       |
| 2021.        | Jeдини излаз (ТВ серија)        |       |
| 2023.        | Немирни                         |       |
| 2023.        | Хероји Халијарда                |       |
| 2023.        | Што се боре мисли моје          |       |
| 2021-2024.   | Азбука нашег живота             |       |
| 2024.        | Ваздушни мост                   |       |
| 2024.        | Прва класа - Пун гас!           |       |
| 2024.        | Што се боре мисли моје (серија) |       |
| 2025.        | Седеф-магла (филм)              |       |
| 2026.        | Сумпор (серија)                 |       |